# Всероссийский научно-исследовательский и проектно-технологический институт химизации сельского хозяйства
Всероссийский научно-исследовательский и проектно-технологический институт химизации сельского хозяйства (ВНИПТИХИМ) - научно-исследовательское учреждение СССР и РФ, существовавшее в 1980-2003 гг. и занимавшееся широким внедрением химических средств и методов в сельское хозяйство России.

## Создание института
ВНИПТИХИМ был создан в соответствии с постановлением ЦК КПСС и Совета Министров СССР № 765 от 9 августа 1979 г. "О создании единой специализированной агрохимической службы в стране". Приложением № 1 к этому документу предусматривалось принять предложение Совета Министров РСФСР и Государственного комитета СССР по науке и технике об организации нового института на базе Российской республиканской контрольной агрохимической лаборатории (РКАЛ, создана в 1967 г.) Министерства сельского хозяйства РСФСР в подмосковном поселке Немчиновка. Указание союзной власти было продублировано на республиканском уровне постановлением Совета Министров РСФСР от 2 октября 1979 г. № 483 "О мероприятиях по выполнению постановления ЦК КПСС и Совета Министров СССР от 9 августа 1979 г. № 765 «О создании единой специализированной агрохимической службы в стране»".
Дата создания ВНИПТИХИМ - 4 января 1980 г.
Первоначально находился в подчинении Всероссийского производственно-научного объединения "Россельхозхимия" Министерства сельского хозяйства РСФСР, затем - РАСХН.

## Деятельность ВНИПТИХИМ
ВНИПТИХИМ - первый в Советском Союзе институт, комплексно решавший фундаментальные и технологические проблемы использования химических средств в земледелии и животноводстве. Институт располагал сетью филиалов, в основном утраченных в 1990-е гг. а также опытным хозяйством в Калужской области. Был построен собственный мини-городок, на главном здании которого в нынешнем пос. Новоивановское до сих пор сохранилась огромная вывеска с аббревиатурой института (заметна при проезде в поездах близлежащего D1). Также ВНИПТИХИМ располагал уникальной лизиметрической станцией.
Институт занимался разработкой различных программ по химизации для республиканского уровня, многочисленными агрохимическими, агроинженерными и экономическими исследованиями .
В 1981 г. на базе информационных подразделений ВНИПТИХИМ и московской областной станции химизации был создан Кустовой вычислительный центр по химизации сельского хозяйства Российской Федерации. После ряда переименований центр в 1993 г. преобразуется во Всероссийский научно-исследовательский институт информатизации агрономии и экологии (ВНИИ Агроэкоинформ), просуществовавший как государственная организация до 2021 г. Многие годы институт возглавляется профессором Г.Д. Гогмачадзе.
В 2003 г. ВНИПТИХИМ присоединен к Научно-исследовательскому институту сельского хозяйства Центральных районов Нечерноземной зоны РАСХН.

## Некоторые сотрудники ВНИПТИХИМ
Постников Анатолий Васильевич - директор-организатор института (1980-1997 гг.)
Петербургский Александр Васильевич
Войтович Николай Васильевич
Сычев Виктор Гаврилович
Сдобникова Ольга Всеволодовна
Кузьмич Михаил Александрович
Сушеница Борис Алексеевич
Шафран Станислав Аронович
Лобода Борис Павлович
Уточкин Валентин Григорьевич, Заслуженный работник сельского хозяйства Российской Федерации
Черевиков Виктор Данилович
Тафинцев Владимир Корнеевич
Попов Петр Дмитриевич (1934-2018) - д.с-х.н., второй (с 1997 г.) и последний директор ВНИПТИХИМ, ранее - директор-организатор Всесоюзного научно-исследовательского и проектно-технологического института органических удобрений и торфа во Владимирской области.